# Melanagromyza parvida
Melanagromyza parvida är en tvåvingeart som beskrevs av Spencer 1973. Melanagromyza parvida ingår i släktet Melanagromyza och familjen minerarflugor.
Artens utbredningsområde är Dominica. Inga underarter finns listade i Catalogue of Life.